# 京沪既有线动车组列车
京沪既有线动车组列车或京沪线普通动车组列车，是指运行在京沪铁路运营的动车组列车，初期使用时速200千米的和谐号运行，2019年1月之后增加CR200J担当运行的车次。京沪既有线动车组列车作为中國鐵路第六次大提速后新增的提速既有线动车组列车的一部分，于2007年4月18日最初开行。列车运行区间包括沪宁间各城市数对、北京—天津数对、济南—北京、上海—北京等，并在之后的调图中陆续开行直通胶济客运专线往青岛、陇海铁路往郑州、合宁铁路往合肥和武汉、沪昆铁路往杭州，乃至津山铁路往沈阳北的跨线列车。2008年4月28日，开行上海—徐州D473/474次，此前包括徐州站在内的原徐州铁路分局各站段已由济南铁路局划归上海铁路局。
2008年8月1日，京津城际铁路暨北京南站通车，北京—天津列车停运，部分北京始发长途动车组列车转由北京南站始发终到。同年年底开行夕发朝至的动卧列车。2010年7月1日沪宁城际铁路开通后，上海铁路局管内D5401次至D5450次共25对动车组列车全部停运，由沪宁城际动车组列车取代，但部分京沪直通列车及跨线列车在沪宁区间仍旧使用既有线。2011年7月1日，京沪高速铁路开通，部分动车组列车改由京沪高铁运行，包括动卧在内的大多数既有线动车停运。但同年8月恢复D311/D312次、D321/D322次和D314/D313次3对京沪动卧直至2019年1月被CR200J代替。

## 京沪直通列车
2007年4月18日，铁路部门开行北京—上海D31/32次列车，该列车中途不停站，全程运行时间约10小时。4月21日起，增停南京站；6月4日起又增加天津西、徐州、蚌埠停站；12月25日起增加泰山停站。2008年8月2日起，列车运行区间调整为北京南—上海，并增加兖州停站。为迎接上海世博会，2009年5月27日，上海铁路局将D32/31次命名为“世博和谐之旅”列车。
铁路部门原计划于2009年4月1日起开行天津—上海D29/30次列车，同时停运天津西—上海Z41/42列车，但D29/30次未能如期开行，Z41/42次列车继续开行直至8月改为动卧列车。2009年12月1日，天津—上海D29/30次在列车运行区间调整为北京南—上海后实际开行。
2011年1月11日，开行北京南～上海D71/2次列车。2011年7月1日，D29/30次和D71/2次车次更改为D33/34次和D35/36次，和D31/32次一起转由京沪高速铁路运行，同时运行区间改为北京南—上海虹桥，全程运行时间降低至8小时。同年8月28日，D31-36车次改为D315-320次。
因难以和京沪高速动车组列车竞争，D317/20次于2013年12月28日取消，D315/D318次于2014年7月1日起取消；而最后一班京沪朝发夕至普通动车组列车D316/319次则于2014年12月10日取消，改为京沪高铁G411/412次。

## 动卧

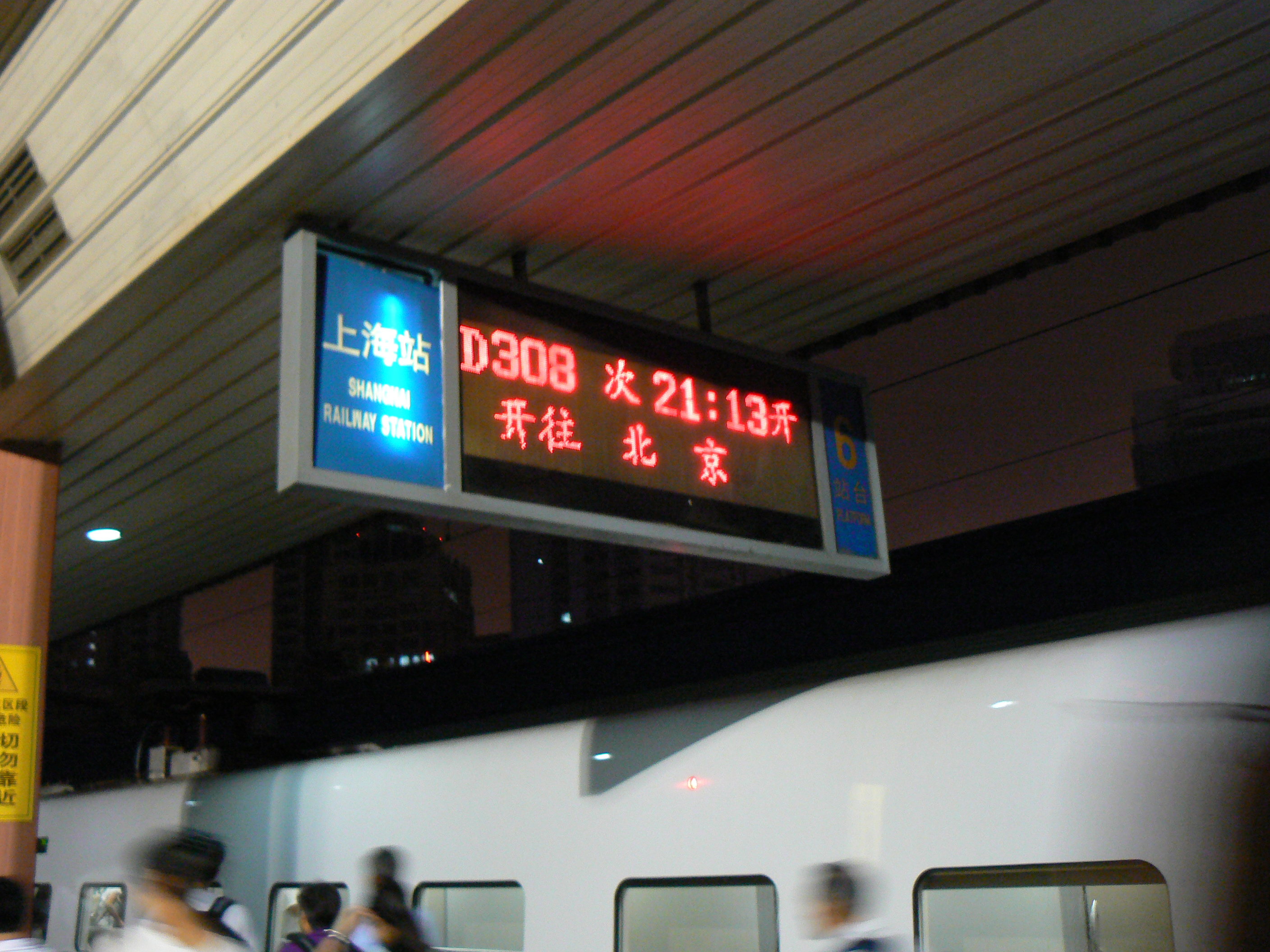
D308次列车于上海站待发（2009年）

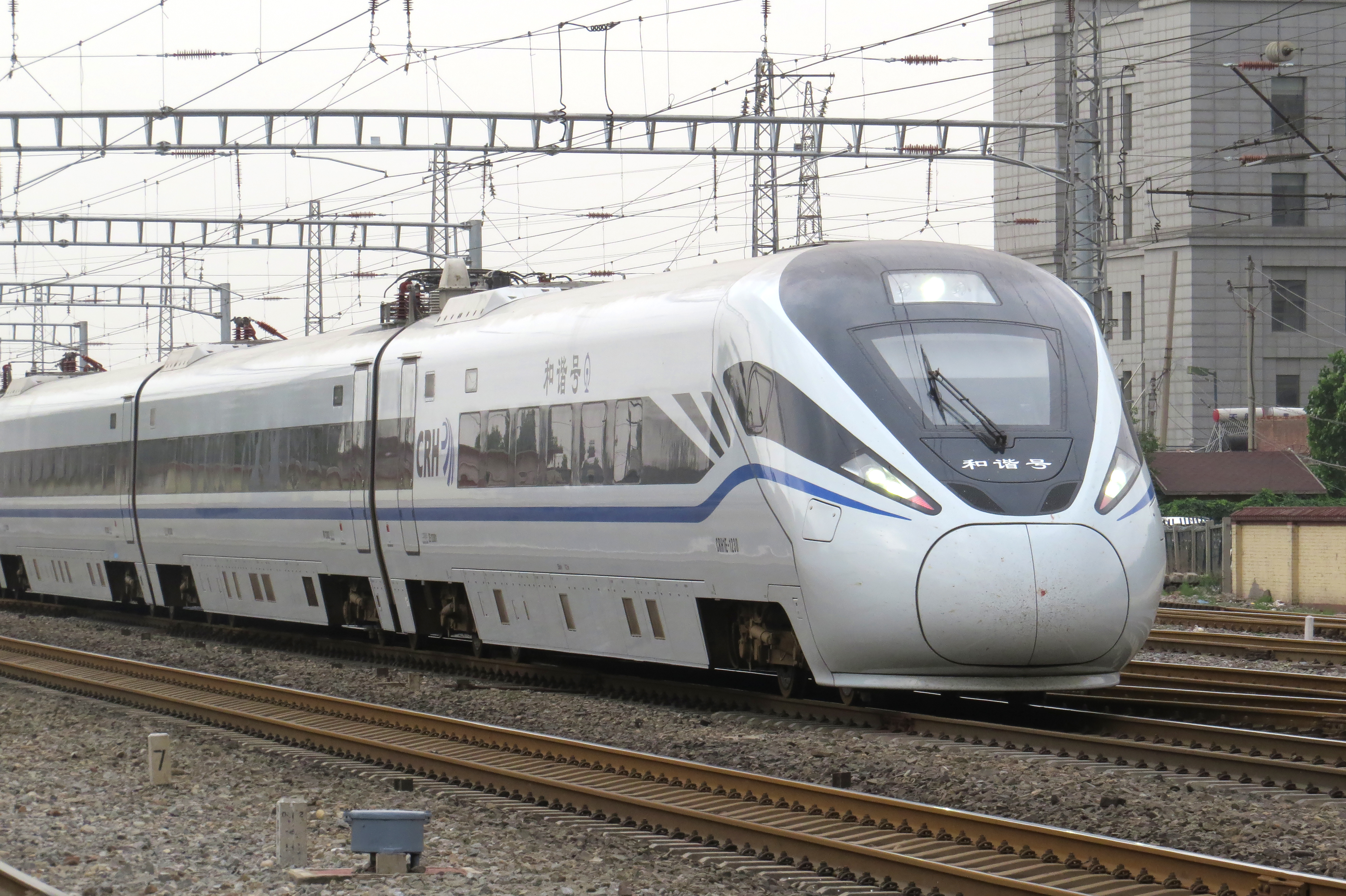
D314次通过丰台南信号（2016年）

2008年12月21日，北京至上海和杭州开行了卧铺动车组列车，分别为北京—上海车次为D301/D302次、D305/D306次，北京—杭州1对D309/D310次。
2009年，多趟经由京沪铁路运行的直特列车被升级为动卧列车
- 4月1日：北京—上海Z7/8次和Z13/14次升级为D307/308次、D313/314次列车[36]
- 6月15日：北京—上海Z21/22次升级为D321/322次列车[37]；
- 6月29日：北京—南京Z49/50次升级D349/350次[38]
- 8月15日：上海—天津西Z41/42次升级为D341/342次[24]
- 11月1日：北京—苏州Z85/86次列车升级D385/386次列车[39][40]。

上海虹桥站和沪宁城际铁路于2010年7月1日通车。2010年8月11日起，北京开往上海、杭州、苏州方向的7对动卧列车的上海—南京区间改经由沪宁城际运行。
2011年京沪高速铁路通车，原京沪线上运行的动卧列车全部取消。但之后受到甬温线铁路交通事故和CRH380BL召回事件影响，8月起陆续恢复北京—上海D311/D312次、D321/D322次2对，上海—北京南D314/D313次1对，南京—北京南D350/D349次1对，且全部经由京沪既有线运行。南京—北京南D350/D349次列车于2012年12月21日停运，其车底被用作上海—西安北D306次动卧列车；京沪间D311/D312次、D321/D322次和D314/D313次3对剩余动卧运行区间调整为北京南—上海，直至2018年底CR200J上线前取消开行。
2019年1月5日起CR200J型电力动车组正式上线载客运营。 同时，京沪、京杭动卧以及北京至南京、北京至杭州的特快列车停运，由CR200J臥鋪動車組取代，在京沪线开行8对动力集中式卧铺动车组，其中京沪线内有6对，包括：
- D701/702、D705/706次：運行區間北京 - 上海
- D703/704、D707/708次：運行區間北京南 - 上海虹桥
- D709/710次：運行區間北京南 - 上海
- D715/716次：運行區間北京南 - 南京

但等级提升后，票价明显上涨，列车最高运行速度却依旧是160km/h，并未得到大幅度提升，被批评有变相涨价之嫌，性价比不如日间高速动车组列车，或较便宜的普速卧铺列车，客流表现不佳，加上新冠疫情影响，导致部分京沪动力集中式动卧被停开。2024年1月10日中国国铁季度调图后，大量長編組第三代CR200J (俗称“AD钙”)上线运营，取代各路局重要直达特快、特快列车，并重新编排动车组车次，京沪线内仅有3对动力集中式动卧：
- D5/6、D7/8次：運行區間北京至上海
- D9/10：運行區間北京南至上海南

## 上海局内
除了上海发往北京、济南、青岛方向的长途列车外，上海铁路局于2007年起在京沪铁路上海—南京区间（原沪宁铁路区间）开行由CRH担当的动车组列车，途中的苏州、无锡、常州亦有开行始发列车。
2008年3月18日起，京沪铁路符离集至利国站区间由原济南铁路局划归上海铁路局管辖。同年4月18日，徐州站开行至上海站的D473/474次动车组列车。10月5日，D473/474次列车停靠宿州站，是该站首次停靠动车组。
2009年4月1日，D473/474次车次改为D5473/5474次，同时新增南京—徐州D5521-5524、上海—徐州D5531-5534共4对高峰线列车。同年11月1日起，新连云港东站及陇海铁路东段电气化工程竣工，上海至徐州D5532/D5531、南京至徐州D5522/D5521次停运，新开行上海至连云港东D5532/5533、D5534/5531次列车，但上海—连云港东列车从未实际开行。
2011年京沪高速铁路开通，D5473/5474次列车停运。

### 沪宁区间

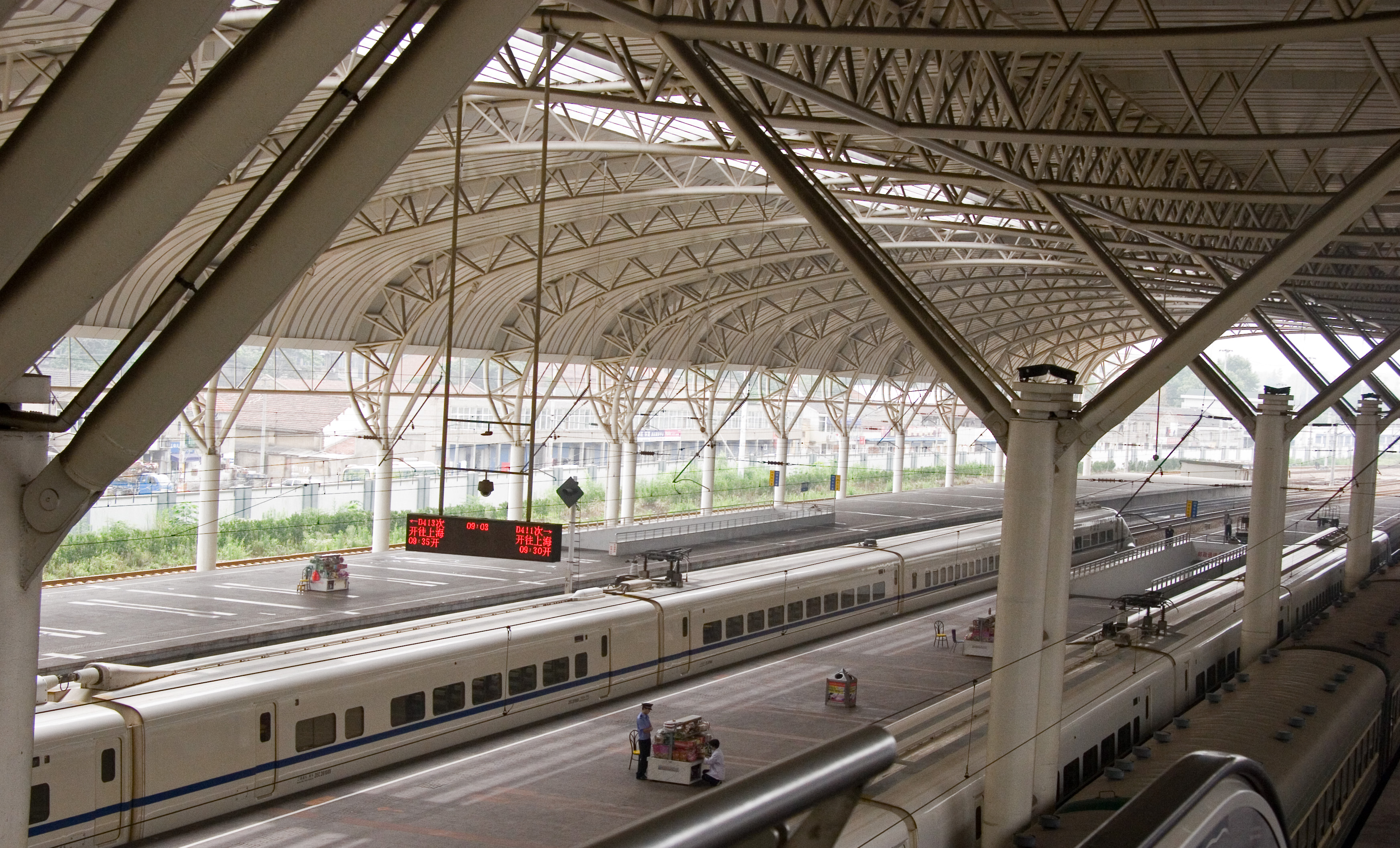
D411和D413次列车于南京站（2007年）

沪宁动车组列车于2007年1月28日开行，首发列车分别是南京—上海的T707次和T717次，当时并未采用D字头的车次，而是代表特快列车的T字头。当时由于铁路条件原因，仍以160公里的时速运行。4月18日，中国铁路第六次大提速后，以200公里的时速开行。列车在同年7月1日、9月10日、12月1日的多次调图中增加了苏锡常等停靠站以吸引中间客流。在实际运行中，沪宁动车组列车共有直达、交错停和大站停三种运行方案。
2009年4月1日，实施新的列车运行图后，D401至D450次改为D5401至D5450次。
2010年7月1日沪宁城际铁路开通后，上海铁路局管内D5401次至D5450次共25对动车组列车全部停运，由沪宁城际动车组列车取代。京沪铁路沪宁段剩余南京-温州1对、南京-杭州1对、上海-徐州1对、上海-北京南3对、南京-北京南1对、上海-青岛1对、上海-沈阳1对、上海-郑州3对，南京-汉口1对等共13对既有线动车组列车开行。
此后偶尔在节假日期间，沪宁间偶尔会使用卧铺动车组套跑加开既有线动车。D5401/D5402次在其他列车停运后曾被调整为南京站—上海虹桥站，但也于2012年3月20日停运。不过在节假日期间，上海铁路局会动用闲置车底开行经由京沪铁路前往苏州、无锡、常州、徐州的临时动车组列车。
- 一列由重联CRH2A担当的沪宁城际列车停靠在常州站（2007年）
- 一列沪宁动车组于南京附近（2009年）
- 一列列车在南京站待发（2008年）
- 停靠在上海站D5423次列车（2010年）

## 济南局相关

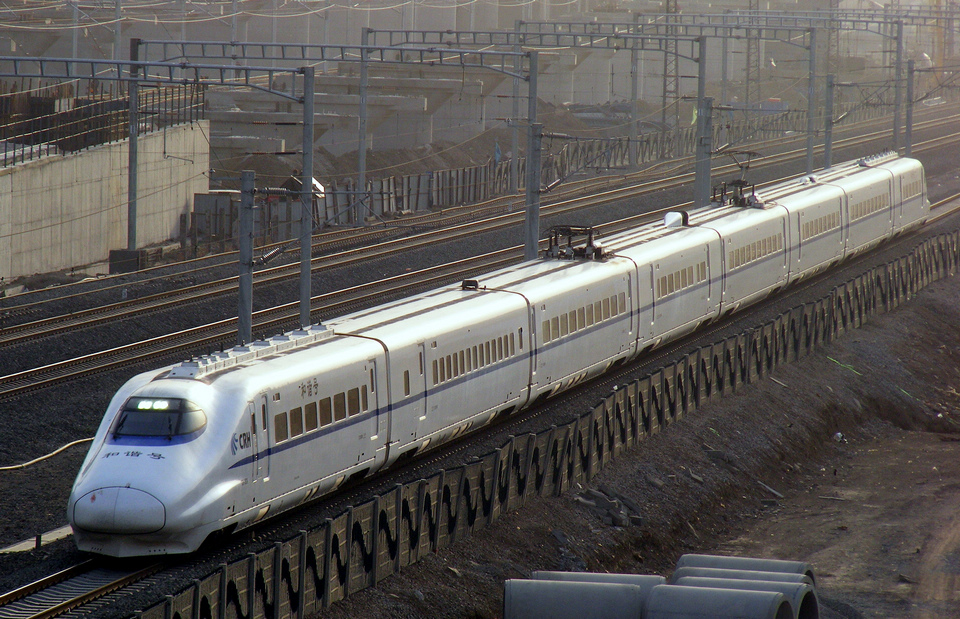
CRH2A运行于京沪普速线

### 本线列车
2007年4月18日起开行北京—济南列车3对，其中济南铁路局负责D35/36、D37/38次共2对列车；北京铁路局负责1对，为D41/42次；2008年8月2日后开行北京南—济南D39/40次1对，京济动车增加至4对，同时其余3对改由北京南站始发终到。
2009年4月1日，开行北京—泰山D33/34次列车。11月11日起，运行区段调整为北京南—泰山。
2011年7月1日京沪高速铁路开通起，北京南—济南D35/36、D37/38、D39/40次、D41/42次列车，北京南—泰山D33/34次列车停运。

### 青岛跨线
济南至青岛的胶济铁路亦是第六次大提速中开行动车组的提速干线之一。2007年4月18日起开行北京—青岛动车组3对：其中济南铁路局负责1对，为D58/59次；北京铁路局负责2对，分别是D54/51、D56/55次，北京—济南使用京沪铁路；由于当时青岛站正在改造，所有列车于四方站始发终到。2007年9月29日，开行四方—上海D78/75、D76/77次列车一对，上海—济南区间使用京沪铁路。
2008年8月1日起，新青岛站和新北京南站启用，所有列车使用新站到发；同时增开青岛—北京南D53/52次、D57/60次、D61/62次三对列车。2007年8月21日起，胶济客运专线东段（临淄—青岛）通车，所有列车该区段改由新线运行。2008年12月21日，胶济客专西段（淄博―济南东）开通，所有列车该区段改由新线运行。2011年7月1日京沪高速铁路开通起，北京南—青岛D51/52、D53/54、D55/56、D57/60、D58/59、D61/62次6对列车和青岛—上海D76/77、D78/75次1对列车停运。
2019年1月5日开行D335/336次列車，运行区间北京至青岛北，使用和諧號CRH5E型電力動車組運行，京青动卧再次恢复。但2021年6月25日，改为CR200J型担当的列车开行，车次变更为D725/726次。2019年12月30上海局集团開行杭州至青島北的D782/783、D781/784次列車，滿足沪杭地區去往青島需求，并得以實行夕發朝至。2024年1月10日调图，相关车次改为D25/26次列车和D182/183、D181/184次列车。

## 京津列车

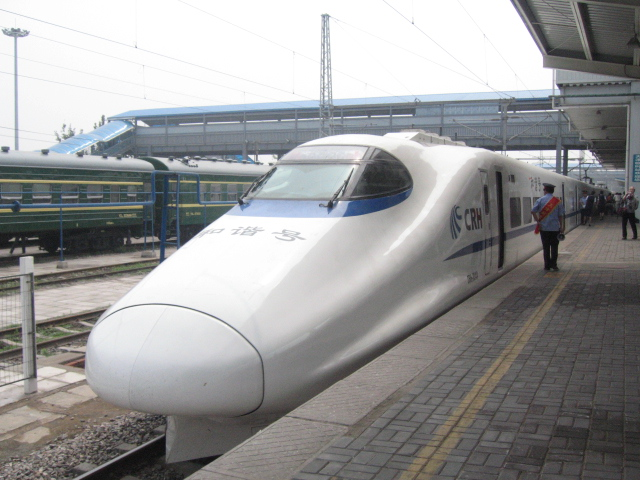
一列京津动车组列车停靠在天津临时客运站站台（2007年6月）

2007年4月18日，北京铁路局开行北京—天津D531-D554共12对列车，中途无停站，运行时间1小时左右。由于当时天津站改造未完成，所有列车于天津临时客运站始发终到。2007年7月24日起，京津间除D551次和D552次外，所有剩余11对列车改由重联运行。2007年11月22日起，加开D555/556次列车，使得京津既有动车组数量达到13对。
京津城际动车开行后效益良好。每日往返于两地间的上班族占到了乘客的30%以上，早高峰期间发车频率能达到5分钟一班；而每逢周末，“和谐号”列车上超过40%的旅客属于商务客流和包括学生在内的探亲客流。
随着京津城际铁路、新北京南站和新天津站于2008年8月1日启用，13对京津既有线动车组列车全部停运。

## 跨线列车

### 合武方向
合宁铁路2008年建成后，于2008年8月1日开行合肥往南京、上海方向的动车组列车。其中合肥—上海的动车组每日3对，车次D477-488，南京—上海区间利用京沪线。2009年4月1日车次变更为D5477-5488，其中D5478/5479、D5482/5483/5482、D5481/5484/5481和D5485/5488/5485两对车运行区段延伸至上海—六安。
2009年4月1日合武铁路开通，武汉铁路局开行武汉往合肥、南京、上海方向的动车组列车。其中汉口/武昌—上海每日开行4对，车次D3001-3016。同年7月又增开D3017-3024次两对。
2010年7月沪宁城际铁路开通后，上海往武汉（武昌、汉口）8.5对、至合肥（六安）3.5对动车组沪宁区间改由城际线运行。

### 陇海方向

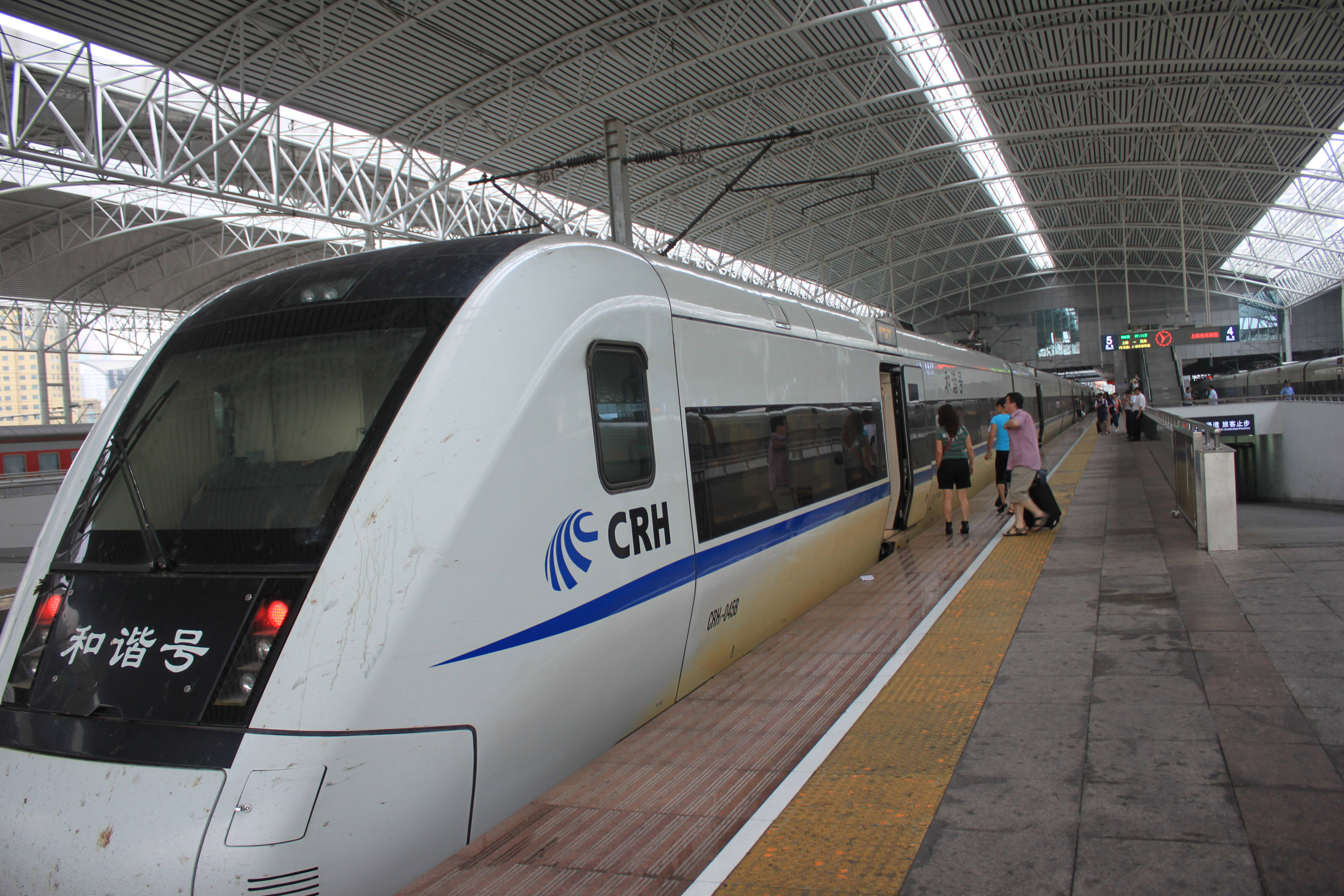
由上海站往郑州站的D86次列车，上海—徐州区间利用京沪线（2010年）

郑州铁路局于2007年9月10日起开行郑州—上海D88/85、D82/83次列车，徐州—上海经由京沪线运行。2009年又增开了D84/81、D86/87和D184/181、D182/183两对列车。2011年7月1日起徐沪区间改由京沪高速铁路运行。此外，郑州铁路局于2008年12月21日开行郑州至济南D158/D157次列车，济南—徐州区间经由京沪线。2011年7月1日起济徐区间改由京沪高速铁路运行。
武汉铁路局曾计划于2008年12月21日开行青岛至汉口的D152/153、D154/151次，经由胶济客专、京沪、陇海、京广铁路线运行，其中济南—徐州使用京沪线。但该列车并未按期开行。之后铁路部门又计划于2009年7月1日计划开行青岛至汉口的D354/351、D352/353次动卧列车，后因车底问题直至11月11日才实际开行。2010年4月15日因上座率低下而停运。
2024年1月10日中国国铁季度调图后，大量長編組第三代CR200J上线运营，取代各路局重要直达特快、特快列车，许多西安、兰州往上海方向的列车经京沪线转陇海线运行，包括
- D92/93、D94/91次列车，运行区间上海至西安
- D124/121、D122/123次列车，运行区间上海至西安
- D198/195、D196/197次列车，运行区间西安至杭州
- D216/217、D218/215次列车，运行区间上海至兰州

### 沪昆方向
2007年12月1日，南京—杭州D471/462次开行。2009年4月车次更改为D5471/5472次。2010年7月沪宁城际铁路通车后D5471/5472次列车沪宁区间继续使用京沪铁路。D5471/D5472次列车于2010年10月26日沪杭高速铁路开通后停运。
2008年8月1日，原苏州—上海D475次经沪昆铁路延伸至杭州站，2009年4月车次更改为D5475次，同年9月28日缩短回苏州—上海。
2009年9月28日甬台温铁路和温福铁路通车。铁路部门于2010年2月5日开行北京南—福州D371/372次动卧列车，当年4月因客流低下而停运。2010年3月11日，新开行南京—温州南D5589/5590次列车，南京—上海区间利用京沪铁路。通车后D5589/5590次列车沪宁区间继续使用京沪铁路，直至2011年7月改由沪宁城际铁路，同时运行区段调整为南京—苍南。
2019年1月5日起CR200J型电力动车组正式上线载客运营，并在京沪线开行8对动力集中式卧铺动车组，其中2对为京杭动力集中式卧铺动车组，分别是D711/712次和D717/718次。2024年1月10日铁路调图，相关车次更改为D11/12次列车和D17/18次列车，同时再增加1对往返于西安至杭州间的D198/195、D196/197次列车。

### 关外方向
沈阳铁路局于2008年12月21日开行沈阳北—济南D164/161、D162/163次列车。2009年5月1日起，又开行沈阳北—上海D198/195、D196/197次列车，天津—济南/上海区间于京沪线运行。2011年7月1日京沪高速铁路开通起，沈阳北—济南D164/1、D162/3次，和沈阳北—上海D198/5、D196/7次，运行区段缩短为沈阳(北)—天津西，因天津西站普速场暂未开通使用，暂时于天津站始发终到。